# Fist for Fight
Fist for Fight är det svenska heavy metal-bandet Sabatons debutalbum, utgivet 2001. Det spelades in i Abyss Studio i Ludvika av Tommy Tägtgren och Mats Brännlund. Först gjordes albumet som en demo i 600 exemplar. Det italienska bolaget Underground Symphony gav ut en begränsad upplaga året därpå.[källa behövs]

## Låtlista
1. "Introduction" - 0:53
2. "Hellrider" - 3:46
3. "Endless Nights" - 4:47
4. "Metalizer" - 4:23
5. "Burn Your Crosses" - 5:21
6. "The Hammer Has Fallen" - 5:48
7. "Hail to the King" - 4:06
8. "Shadows" - 3:31
9. "Thunderstorm" - 3:08
10. "Masters of the World" - 3:58
11. "Guten Nacht" - 1:50